# Poa radula
Poa radula är en gräsart som beskrevs av Adrien René Franchet och Paul Amédée Ludovic Savatier. Poa radula ingår i släktet gröen, och familjen gräs. Inga underarter finns listade i Catalogue of Life.